# Caurinus dectes
Caurinus dectes is een schorpioenvlieg uit de familie van de sneeuwvlooien (Boreidae). De wetenschappelijke naam van de soort is voor het eerst geldig gepubliceerd door Russell in 1979.
De soort komt voor in Oregon (Verenigde Staten).